# فولدنغ@هوم
فولدنغ@هوم (بالإنجليزية: Folding@home)‏ هو مشروع حوسبة موزعة distributed computing لأبحاث الأمراض يقوم بعمل محاكاة حاسوبية لطي البروتين والتصميم الحاسوبي للعقاقير وديناميات جزيئات أخرى، وتحسين الأساليب المتاحة للقيام بذلك. وتقوم فكرة المشروع على برامج تستغل قدرة المعالجة غير المستغلة في آلاف أجهزة الحاسوب لدى مستخدمين متطوعين.
تم إطلاق المشورع في 1 أكتوبر 2000، وتديره حاليا مجموعة باندي، ضمن قسم الكيمياء في جامعة ستانفورد، تحت إشراف البروفيسور فيجاي باندي.
فولدنغ@هوم هو أقوى عنقود حوسبة موزعة في العالم، وفقا لموسوعة غينيس، واحد من أكبر المشاريع في العالم للحوسبة الموزعة. الهدف من المشروع هو «فهم طي البروتين، عدم الطي، وما يتصل بذلك من أمراض.»
يوفر مشروع فولدنغ@هوم محاكاةً دقيقة لعملية طي البروتين وفشل الطي لتمكين المجتمع العلمي من فهم أفضل لكيفية تطور العديد من الأمراض، بما في ذلك مرض الدم المنجلي (وجود الكريات المنجلية) ومرض الزهايمر ومرض باركنسون، اعتلال الدماغ الإسفنجي البقري والعديد من أنواع السرطان ومرض هنتنغتون والتليف الكيسي وتكون العظم الناقص، نقص ألفا 1 - انتيتريبسين، وغيرها من الأمراض المتصلة. والأهم من ذلك فهم عملية طي البروتين—كيفية تجميع الجزيئات البيولوجية نفسها إلى حالة وظيفية—وهي واحدة من المشاكل العالقة في البيولوجيا الجزيئية. وحتى الآن، مشروع فولدنغ@هوم نجاح بمحاكاة الطي في نطاق 1,5 ميلي ثانية واحدة —.
هدف الفريق باندي هو صقل وتحسين محاكاة ديناميات الجزيئات والوصول بمشروع فولدنغ@هوم إلى مستوى بحيث يصبح أداة أساسية للبحث في ديناميات الجزيئات، ولتحقيق هذا الهدف يتم التعاون مع مؤسسات علمية مختلفة. وحتى سبتمبر 2012 ، نشر 109 بحث علمي باستخدام عمل المشروع. جامعة إلينوي في تقرير أوربانا شامبين المؤرخة 22 أكتوبر 2002 نص على أن المحاكاة فولدنغ@هوم الموزعة لطي البروتين هي دقيقة بالبرهان.

## هوامش
1. ↑  وصلة مرجع: http://folding.stanford.edu/home/faq/faq-simulation/. الوصول: 24 أكتوبر 2016.
2. 1 2 3  وصلة مرجع: http://folding.stanford.edu/home/guide. الوصول: 24 أكتوبر 2016.
3. ↑  وصلة مرجع: https://www.freshports.org/biology/linux-foldingathome.
4. 1 2  وصلة مرجع: http://pande.stanford.edu/people. الوصول: 24 أكتوبر 2016.
5. ↑  وصلة مرجع: http://folding.stanford.edu/home/about-us.
6. ↑  "Index of /releases/public/release/fahclient/debian-stable-64bit/v7.6/". 23 أكتوبر 2020. اطلع عليه بتاريخ 2023-08-28.
7. ↑  وصلة مرجع: http://folding.stanford.edu/English/License. مسار الأرشيف: https://web.archive.org/web/20110716024414/http://folding.stanford.edu/English/License. تاريخ الأرشيف: 16 يوليو 2011.
8. ↑  Engadget, among other sites, announces that Guinness has recognized FAH as the most powerful distributed cluster, October 31, 2007. Retrieved November 5, 2007 نسخة محفوظة 26 أغسطس 2017 على موقع واي باك مشين.
9. ↑  "Client Statistics by OS". Folding@home distributed computing. Stanford University. 2006-11-12 (updated automatically). مؤرشف من الأصل في 29 مايو 2018. اطلع عليه بتاريخ 2008-01-05. {{استشهاد ويب}}: تحقق من التاريخ في: |تاريخ= (مساعدة)
10. ↑  Vijay Pande (2006). "Folding@home distributed computing home page". Stanford University. مؤرشف من الأصل في 2018-05-29. اطلع عليه بتاريخ 2006-11-12.
11. ↑  "Folding@home diseases studied FAQ". Stanford University. مؤرشف من الأصل في 2007-10-11.
12. ↑  "Folding@home: Paper #72: Major new result for Folding@home: Simulation of the millisecond timescale". مؤرشف من الأصل في 2017-12-05.
13. ↑  "Futures in Biotech 27: Folding@home at 1.3 Petaflops". مؤرشف من الأصل (Interview, webcast) في 2014-04-26.
14. ↑  "Folding@home - About". مؤرشف من الأصل (FAQ) في 2013-01-26.
15. ↑  Pande lab (July 27, 2012). "Recent Results and Research Papers from Folding@home". Folding@home. Stanford University. Archived from the original on September 21, 2012. Retrieved August 20, 2012.
16. ↑  C. Snow, H. Nguyen, V. S. Pande, and M. Gruebele. (2002). "Absolute comparison of simulated and experimental protein-folding dynamics". Nature. ج. 420 ع. 6911: 102–106. DOI:10.1038/nature01160. PMID:12422224.{{استشهاد بدورية محكمة}}:  صيانة الاستشهاد: أسماء متعددة: قائمة المؤلفين (link)